# Raimondo Saverino
Raimondo Saverino (Licata, 1923 – Borzonasca, 21 maggio 1944) è stato un partigiano italiano.

## Biografia
Raimondo Saverino, nacque a Licata in provincia di Agrigento nel 1923. Combatté nell'esercito dal 6 settembre 1942, aggregato al 241º reggimento fanteria "Imperia", nel quale venne ferito in Grecia nel giugno 1943. Rimpatriato, fu assegnato in seguito ad una compagnia di stanza alla caserma "Piave" di Genova.
Dopo che il generale Badoglio firmò l'armistizio, egli raggiunse, sulle alture di Genova, la brigata partigiana "Cichero", sotto il comando di Vincenzo Canepa (detto "Marzo"), assumendo il nome di battaglia "Severino". Fece parte della prima formazione partigiana ligure, che poi divenne la "Terza divisione Garibaldi". Il 21 maggio 1944, fu catturato sui monti della Rondanara sopra a Chiavari. Torturato e invano interrogato per scoprire i suoi complici, fu portato da un camion sulla piazza principale di Borzonasca e, quindi, fucilato di fronte alla chiesa del paese. Il corpo esanime venne lasciato per tre giorni nella piazza, a scopo intimidatorio. In sua memoria, un gruppo di partigiani genovesi creò la "Volante Severino".
Borzonasca ha voluto dedicare a Raimondo Severino un monumento sulla facciata del municipio e la stessa piazza antistante il palazzo civico. A Licata si trova un altro monumento (pittura su travertino) a lui dedicato, opera dell'artista Silvio Benedetto.